# 側翼櫛鰭魚
側翼櫛鰭魚為輻鰭魚綱鮋形目六線魚亞目六線魚科的其中一種，為亞熱帶海水魚，分布於東太平洋加拿大溫哥華島至墨西哥下加利福尼亞中部海域，棲息深度37-201公尺，體長可達30公分，棲息在底層水域，以甲殼類為食，生活習性不明。